# Stedelijke Muziekvereniging Harlingen
De Stedelijke Muziekvereniging Harlingen, ook wel kortweg 'Het Stedelijk' genoemd, is een harmonieorkest in Harlingen in de provincie Fryslân. Het is als Stedelijk Muziekkorps opgericht door Martinus Schuil in 1876.
De Stedelijke Muziekvereniging Harlingen levert sinds haar oprichting blijvend een bijdrage aan het culturele leven in de stad. Naast optredens op onder andere Koningsdag, dodenherdenking, Sinterklaasintocht, Visserijdagen en straatfestival, organiseert de vereniging ook unieke optredens. In 2024 samen met Tenor Florian in Milûk, bijvoorbeeld. En met kerst 2024 in de Katholieke kerk aan de Zuiderhaven, in een samenspel met het Frysk Symfonie Orkest, en solo's van zangeres Marieke Roelofsen en van saxofonist Karl Veen. 
Het doel van de vereniging is de beoefening en bevordering van de toonkunst op het gebied van muziek, alsmede een positieve bijdrage te leveren aan het muzikale leven in de stad. Door het houden van repetities, het geven van concerten, het deelnemen aan concoursen en/of festivals en het verlenen van medewerking aan festiviteiten, optochten wil de vereniging haar doel bereiken. Ieder spelend lid ontvangt bij toetreding een instrument en bladmuziek van de vereniging in bruikleen, alsmede een uniform.
Daarnaast verleent de Stedelijke Muziekvereniging Harlingen haar medewerking aan initiatieven waarbij mensen een instrument willen leren bespelen, zoals het Nei Talint orkest en het Mienskipsorkest.
'Het Stedelijk' haalt de broodnodige inkomsten voor onderhoud aan instrumenten en andere kosten, ondermeer uit het ophalen van oud-papier. Achter de Frisia fabriek staat een container, waar mensen zelf oud papier in kunnen brengen. Vrijwilligers helpen met het efficiënt indelen van de container, aangezien elke leging van de container van de opbrengst afgaat. Zodat mensen die hun papier aanbieden in papieren tassen of dozen, hartelijk worden bedankt voor de inbreng. 
In het jaar 2001 vierde ze haar 125-jarig bestaan en telde de vereniging rond de 100 leden, met onder andere een opstaporkest, drumband, slagwerkers en majorettes. De vereniging is in het bezit van een eigen repetitielokaal aan de Hoogstraat, waar zij op maandagavonden repeteren. Momenteel spelen rond de 30 personen mee, in 2026 bestaat de vereniging 150 jaar. 

## Dirigenten
- -huidig:  Eric Roelofsen